# Veronica hectorii
Veronica hectorii är en grobladsväxtart. Veronica hectorii ingår i släktet veronikor, och familjen grobladsväxter.

## Underarter
Arten delas in i följande underarter:
- V. h. coarctata
- V. h. demissa
- V. h. laingii
- V. h. subulata